# Hœnheim
Hœnheim (Hönheim in tedesco,Heene in alsaziano) è un comune francese di 11 446 abitanti situato nel dipartimento del Basso Reno nella regione del Grand Est.

## Società

### Evoluzione demografica
Abitanti censiti